# TP de Oro
TP de Oro é um prêmio espanhol organizado pela revista Teleprograma e conferido desde 1973 para homenagear os programas e personalidades da TV espanhola, mas também estrangeiros. O TP de Oro é considerado o mais prestigioso prêmio espanhol no âmbito televisivo.